# Раша (Нью-Йорк)
Раша (англ. Russia) — місто (англ. town) в США, в окрузі Геркаймер штату Нью-Йорк. Населення — 2269 осіб (2020).

## Демографія
Згідно з переписом 2010 року, у місті мешкало 2587 осіб у 1058 домогосподарствах у складі 706 родин. Було 1403 помешкання
Расовий склад населення:
| - 98,4 % — білих - 0,5 % — корінних американців - 0,3 % — азіатів - 0,1 % — чорних або афроамериканців |

До двох чи більше рас належало 0,7 %. Частка іспаномовних становила 1,0 % від усіх жителів.
За віковим діапазоном населення розподілялося таким чином: 22,5 % — особи молодші 18 років, 62,1 % — особи у віці 18—64 років, 15,4 % — особи у віці 65 років та старші. Медіана віку мешканця становила 44,3 року. На 100 осіб жіночої статі у місті припадало 103,4 чоловіків;  на 100 жінок у віці від 18 років та старших — 101,7 чоловіків також старших 18 років.
Середній дохід на одне домашнє господарство  становив 71 242 долари США (медіана — 52 759), а середній дохід на одну сім'ю — 83 594 долари (медіана — 63 382). Медіана доходів становила 58 214 долари для чоловіків та 35 787 доларів для жінок. За межею бідності перебувало 12,4 % осіб, у тому числі 15,7 % дітей у віці до 18 років та 8,6 % осіб у віці 65 років та старших.
Цивільне працевлаштоване населення становило 1157 осіб. Основні галузі зайнятості: освіта, охорона здоров'я та соціальна допомога — 27,0 %, роздрібна торгівля — 12,4 %, виробництво — 9,8 %, будівництво — 8,6 %.